# Mauro Mantovani
Mauro Mantovani (Moncalieri, 3 gennaio 1966) è un presbitero e filosofo italiano, dal 14 febbraio 2023 prefetto della Biblioteca apostolica vaticana.

## Biografia
È nato a Moncalieri, in provincia e arcidiocesi di Torino, il 3 gennaio 1966.
L'8 settembre 1986 ha emesso la professione dei voti presso la Società salesiana di San Giovanni Bosco, mentre il 10 settembre 1994 è stato ordinato presbitero, nel santuario di Maria Ausiliatrice a Torino, dall'arcivescovo di Vercelli Tarcisio Bertone. Il giorno successivo ha celebrato la sua prima messa nella chiesa del Beato Bernardo di Baden a Moncalieri.

### Studi e insegnamento
Ha conseguito il dottorato in filosofia presso l'Università Pontificia di Salamanca nel 2006 e il dottorato in teologia presso la Pontificia università "San Tommaso d'Aquino" (Angelicum) nel 2010.
È professore ordinario di Filosofia teoretica. Dal settembre 2021 al febbraio 2023 è Decano della Facoltà di Filosofia dell'Università Pontificia Salesiana (UPS), incarico che ha già ricoperto dal 2006 al 2012; dal 2012 al 2015 è stato Decano della Facoltà di Scienze della Comunicazione sociale, dal 2009 al 2015 Vicerettore e dal 2015 al 2021 Rettore magnifico della stessa Università. Da ottobre 2016 ad agosto 2021 ha svolto anche il compito di Presidente della Conferenza dei Rettori delle Università ed Istituzioni Pontificie Romane (CRUIPRO).

### Altre attività
È accademico ordinario della Pontificia accademia di San Tommaso d'Aquino (dal 2010); membro del Comitato scientifico dell'Agenzia della Santa Sede per Valutazione e la Promozione della Qualità delle Università Ecclesiastiche (AVEPRO) (dal 2018); Vicepresidente della Società Internazionale Tommaso d'Aquino (S.I.T.A.) (dal 2020); Consultore del Dicastero della Santa Sede per la Cultura e l'Educazione (dal 2022).
È membro del Comité Científico de los Seminarios Internacionales sobre Edición y Traducción de Fuentes Manuscritas dell'Instituto de Historia y Ciencias Eclesiásticas dell'Università Pontificia di Salamanca (dal 2011), collaboratore con convenzione per Progetti riguardanti gli Studi Tomistici con l'Universitat Abat Oliba CEU di Barcelona (Spagna) (dal 2013), membro del Comitato Scientifico del Progetto internazionale coordinato dal Dipartimento di Ontologia Trinitaria dell'Istituto Universitario Sophia dal titolo "Dizionario Enciclopedico di Ontologia Trinitaria" (dal 2014), della Giuria del Premio Letterario Basilicata per la Sezione "Letteratura spirituale e Poesia religiosa" (dal 2016), del Comitato scientifico della Rivista "Per la filosofia. Filosofia e insegnamento" (dal 2018), del Comitato di Redazione della Rivista internazionale Ekklesía (dal 2018), del Comitato Scientifico della Rivista internazionale "Sophia. Ricerche su i fondamenti e la correlazione dei saperi" (dal 2020), dell'Instituto de Estudios Hispánicos en la Modernidad (IEHM) della Universidad de las Illes Balears di Palma di Maiorca, Spagna (dal 2022).
Scientific Editor dell'Historical-Technical Journal Conservation Science in Cultural Heritage (dal 2019), è membro e collabora con l'Associazione Italiana Docenti Universitari (AIDU), l'Associazione Docenti Italiani di Filosofia (ADIF), l'Associazione Italiana di Filosofia della Religione (AIFR).
Collabora dal 2006 con il Servizio per la Cultura e l'Università della diocesi di Roma coordinando le attività del Centro Culturale Paolo VI di Sant'Ivo alla Sapienza, Roma, è membro del Consiglio presbiterale della diocesi di Roma (dal 2021).
Cavaliere dell'Ordine "Al merito della Repubblica Italiana" (Presidenza del Consiglio dei Ministri, 2 giugno 2012), nel 2016 è stato insignito del Premio Mediterraneo "Portatore di Pace". In febbraio 2020 ha ricevuto il Premio Internazionale Bonifacio VIII – Città di Anagni 2020, XVIII edizione "…per una Cultura della Pace".
Il 14 febbraio 2023 papa Francesco lo ha nominato prefetto della Biblioteca apostolica vaticana. 

## Posizioni
Gli ambiti delle sue ricerche spaziano sulla Teologia filosofica, l'Ontologia, la Filosofia della Storia, e varie questioni "di confine" tra filosofia, teologia e scienza. In particolare ha realizzato studi sulla storia del tomismo, in particolare sulla seconda scolastica spagnola, approfondendo i temi relativi alla "dimostrazione" filosofica dell'esistenza di Dio a cominciare dalle "cinque vie" di Tommaso d'Aquino e dalla tradizione dei commenti e del confronto relativi ad esse.
È uno dei principali conoscitori del realismo dinamico e delle opere del filosofo Tommaso Demaria.

## Opere principali
- Terzo settore e giovani. Essere protagonisti in una società in trasformazione / a cura di Mauro Mantovani e Mario Toso / LAS, Roma 1998.
- Fede e ragione: opposizione, composizione? / a cura di Mauro Mantovani, Scaria Thuruthiyil, Mario Toso / LAS, Roma 1999, ISBN 8821304124.
- Quale globalizzazione?. L'uomo planetario alle soglie della mondialità / a cura di Mauro Mantovani, Scaria Thuruthiyil / LAS, Roma 2000, ISBN 8821304396.
- Eleos. L'affanno della ragione: fra compassione e misericordia / a cura di Maurizio Marin e Mauro Mantovani / LAS, Roma 2002, ISBN 882130504X.
- Sulle vie del tempo. Un confronto filosofico sulla storia e sulla libertà, LAS, Roma 2002, ISBN 88-213-0483-3.
- Paolo VI. Fede, cultura, università / a cura di Mauro Mantovani e Mario Toso, con la collaborazione di Teresa Greco, Giuseppe R. M. Motta e Oliviero Riggi / LAS, Roma 2003, ISBN 8821305333.
- Prefazione a: Lorenzo Cretti, La quarta navigazione: realtà storica e metafisica organico-dinamica, Associazione Nuova Costruttività -Tipografia Novastampa, Verona, 2004.
- An Deus sit (Summa Theologiae I, q. 2). Los comentarios de la «primera Escuela» de Salamanca, Editorial San Esteban, Salamanca 2007.
- Fede, cultura e scienza / a cura di Mauro Mantovani e Marilena Amerise; con la collaborazione di Tomasz Trafny / Libreria Editrice Vaticana, Città del Vaticano 2008, ISBN 8820978806.
- Didattica delle scienze. Temi, esperienze, prospettive / a cura di Cristián Desbouts e Mauro Mantovani / Libreria Editrice Vaticana, Città del Vaticano 2010, ISBN 9788820983901.
- La discussione sull'esistenza di Dio nei teologi domenicani a Salamanca dal 1561 al 1669. Studio sui testi di Sotomayor, Mancio, Medina, Astorga, Báñez e Godoy, LAS - Angelicum University Press - Editorial San Esteban, Roma - Salamanca 2011, ISBN 9788482602554.
- Oltre la crisi. Prospettive per un nuovo modello di sviluppo: il contributo del pensiero realistico dinamico di Tommaso Demaria / a cura di Mauro Mantovani, Alberto Pessa e Oliviero Riggi / LAS, Roma 2011, ISBN 978-88-213-0808-6.
- Momenti del Logos. Ricerche del "Progetto LERS" (Logos, Episteme, Ratio, Scientia). In memoria di Marilena Amerise e di Marco Arosio / a cura di Flavia Carderi, Mauro Mantovani e Graziano Perillo / Edizioni Nuova Cultura, Roma 2012, ISBN 9788861347656.
- La persona: "ambito privilegiato per l'incontro con l'essere". Atti della Giornata di studio organizzata il 23 marzo 2012 in occasione del 75.mo anniversario della Facoltà / pubblicato in edizione digitale dalla Facoltà di Filosofia dell'Università Pontificia Salesiana, a cura di Mauro Mantovani e Luis Rosón Galache / Università Pontificia Salesiana / Roma 2012.
- Per una finanza responsabile e solidale. Problemi e prospettive / a cura di Massimo Crosti e Mauro Mantovani / LAS, Roma 2013, ISBN 9788821308826.
- Tra Silenzio e Parola. Percorsi di Comunicazione / a cura di Fraco Lever e Mauro Mantovani / LAS, Roma 2013.
- Francisco de Vitoria, Sul matrimonio / Introduzione, traduzione e commento di Mauro Mantovani / Aracne, Ariccia (Roma) 2015, ISBN 8854887862.
- Notes for a perspective on beauty and art. Catholic Church, Philosophy, Education, LAP LAMBERT Academic Publishing, Saarbrüchen (Deutschland) 2015.
- Pensieri nascosti nelle cose. Arte, Cultura e Tecnica / a cura di Giulia Lombardi e Mauro Mantovani / LAS - Angelicum University Press, Roma 2015.
- Tommaso Demaria, Scritti teologici inediti / a cura di Mauro Mantovani e Roberto Roggero / LAS, Roma 2017, ISBN 978-88-213-1278-6.
- Tommaso Demaria, Scritti filosofici e pedagogici inediti / a cura di Mauro Mantovani, con Prefazione di Mario Toso / LAS, Roma 2020, ISBN 9788821313578.
- L'Università per il Patto Educativo. Percorsi di studio (con Enrico dal Covolo e Michele Pellerey), LAS, Roma 2020.
- Antropocentrismo non dispotico. Implicazioni antropologiche ed educative della Laudato si' di Papa Francesco (con Martin M. Lintner), Castelvecchi, Roma 2021.